# Marie-Hélène Huet
Marie-Hélène Huet est une verniennne française, spécialiste de la littérature des XVIIIe et XIXe siècles.

## Biographie
Elle obtient un doctorat de littérature comparée à la Faculté des Lettres et Sciences Humaines de Bordeaux et devient professeur à l'Université de Californie (1982-1985). Elle travaille ensuite à Amherst College, à l'Université du Colorado, à l'Université de Virginie et à l'Université du Michigan avant de devenir professeur de Français et d'Italien à l'Université de Princeton en 1999, poste qu'elle occupe toujours. 
Officier de l'Ordre des Palmes académiques (2010), en 2012, elle est chargée par les éditions Gallimard de l'édition critique de L'Île mystérieuse, Le Tour du monde en quatre-vingts jours, et Le Testament d'un excentrique pour la Bibliothèque de la Pléiade.

## Travaux
On lui doit de nombreux articles ainsi que :
- L’Histoire des voyages extraordinaires, Essai sur l’œuvre de Jules Verne, Minard, 1973
- Le Héros et son double. Essai sur le roman d'ascension sociale au XVIIIe siècle, Corti, 1975
- Rehearsing the Revolution ; The Staging of Marat’s Death, 1793-1797, University of California Press, 1982
- Monstrous Imagination, Harvard University Press, 1993[1]
- Mourning Glory: The Will of the French Revolution, University of Pennsylvania Press, 1997
- The Culture of disaster, University of Chicago Press, 2012